# Philadelphella philadelphi
Philadelphella philadelphi är en tvåvingeart som beskrevs av Nikolai Vasilevich Kovalev 1964. Philadelphella philadelphi ingår i släktet Philadelphella och familjen gallmyggor. Inga underarter finns listade i Catalogue of Life.